# Tora Dahl
Tora Armida Dahl, gift Jaensson, född 9 juni 1886 i Jakob och Johannes församling, Stockholms stad, död 30 januari 1982 i Vårdinge församling, Stockholms län, var en svensk författare. Dahl skrev under sin levnad tjugoåtta böcker i genrerna prosa, essä och prosadikt med en tonvikt på självbiografiskt skrivande.

## Biografi
Tora Dahl var dotter utom äktenskapet till arkitekt Theodor Dahl och bagerskan Emma Nilsdotter. Hon växte upp under enkla förhållanden hos en fostermor, Emma Kjärr, i Henriksdal i Nacka och bodde i den nu rivna trädgårdsmästarvillan.  Den här miljön beskriver hon även i Fosterbarn (1954), den första delen i hennes självbiografiska verk. Vid 11 års ålder flyttade hon till sin biologiska mor på Östermalm och fick gå i flickläroverk. Hon tog studentexamen vid 16 års ålder 1903 och blev en av de första studentskorna vid Stockholms högskola.
Dahl blev 1908 fil. kand. vid Stockholms högskola med naturvetenskap som huvudämne. Fram till 1913 arbetade hon sedan som lärare, innan hon 1914 gifte sig med Knut Jaensson (1893–1958). Jaensson blev en tongivande litteraturkritiker och han beskrev på 1930-talet den nya litteraturen vars upphovsmän samlades i den litterära salong som paret höll i sitt hem på Lidingö. Bland andra Gunnar Ekelöf, Ivar Lo-Johansson, Erik Lindegren och Artur Lundkvist deltog i de litterära samtalen.
År 1994 blev hennes dagböcker, som förvaras på Kungliga biblioteket, offentliga. Av dessa framgår att hon åren 1937–42 hade sexuella förhållanden både med Gunnar Ekelöf och Erik Lindegren.

### Författargärning
Dahl började skriva redan innan hon var 20 år men debuterade som författare först 1935, då hon var 49 år gammal. I boken Vägvisare (1977) skriver hon att hennes man en gång sade: "Ä det nån som ska skriva i den här familjen, så ä det jag och inte du. Du har inte litterär begåvning för två öre", varpå Dahl rev sönder det hon skrivit, men hon fortsatte sedan att skriva för skrivbordslådan. 1937 kom bland annat romanen Inkvartering som senare fick två fortsättningar, betitlade Avdelning II, sal 3 (1949) och Det som har varit... (1952). Sitt stora genombrott fick hon när hon hade fyllt 70 år.
Dahl är dock mest känd för ett sent verk, de åtta självbiografiska och psykologiska romanerna om sitt alter ego Gunborg Haag. Även om hon började skriva självbiografiskt redan 1911 så utkom inte den första boken i serien, Fosterbarn, förrän 1954. Vid det laget hade Dahl fått en egen skrivstuga, och hennes man var sjuklig och förtidspensionerad efter en hjärnblödning.
Romankaraktären Gunborg föds i Stockholm som dotter till föräldrar som är trolovade men aldrig gifter sig. På grund av detta placeras hon i fosterhem hos en ogift, strängt religiös men kärleksfull kvinna som heter Sofia Stolt. När Gunborg är i skolåldern tar dock modern Rut, som dittills bara umgåtts med sitt barn om söndagarna, tillbaka sin dotter till sig och försörjer dem båda ensam. Ruts förhoppningar om att hennes dotter ska fästa sig vid henne i stället för vid fostermodern grusas dock. Romanserien kretsar kring denna komplicerade relation mellan mor och barn samt Gunborgs inre utveckling som en ovanligt självständig flicka i sin tid.
Böckerna om Gunborg har till sin karaktär liknats vid Cora Sandels självbiografiska böcker om Alberte. Den sista boken om Gunborg, ...när du kommer ut i livet, utkom 1966, men Dahl fortsatte skildra sitt liv i flera ytterligare böcker, där hon i stället använde sitt riktiga namn.
1965 blev Dahl första kvinna att mottaga Litteraturfrämjandets stora pris (även kallat Boklotteriets stora pris, men kanske mest känt som Lilla Nobelpriset).
Artur Lundkvist upprördes över Dahls självbiografiska verk och skrev ett öppet brev till henne i Svenska Dagbladet den 30 januari 1980, på dagen två år innan hennes död.
Utanför Vilans skola vid Danvikshems fot finns ett magnoliaträd som Dahl donerade 1979 efter att hon fick Sofia hembygdsförenings Magnoliapris. Magnolian förstördes 2010 men återplanterades av Nacka hembygdsförening 2011. Här firar boende magnoliadagen till minne av författarinnan i månadsskiftet april/maj.

### Eftermäle
Utbildningsradion gjorde 1987 ett författarporträtt av Tora Dahl.
År 1999 gjorde Radioteatern en uppsättning i flera delar utifrån Tora Dahls arton självbiografiska böcker i dramatisering av Gunilla Abrahamsson. I en artikel i Dagens Nyheter samma år beskrivs Dahls arton volymer med orden: "Sakliga, gripande och av stor vikt som historiska dokument över nästan hundra svenska år, menar de flesta kritiker."
I november 2018 fick hon en park i Stockholm uppkallad efter sig. Den tidigare namnlösa kvartersparken i stadsdelen Fredhäll på Kungsholmen heter nu Tora Dahls park.

### Romaner
- Generalsgatan 8 : roman. Stockholm: Bonnier. 1935. Libris 1352906
- Inkvartering. Stockholm: Bonnier. 1937. Libris 1362830
  - På danska: Du som har Sorg i Sinde (i översättning av Jørgen Claudi) 1944. LIBRIS-ID:1829262
- Den befriade ön. Stockholm: Tiden. 1939. Libris 1362829
- De sju gånger dömda. Stockholm: Tiden. 1941. Libris 1394249
- Sådan hemlighet. Stockholm: Bonnier. 1943. Libris 1394250
  - På nederländska: Der mysteriën bron (i översättning av Greta Baars-Jelgersma och Rolv Ravn), 's Graveland 1949
- Avdelning II, sal 3. Stockholm: Bonnier. 1948. Libris 94152
- Det som har varit-. Stockholm: Bonnier. 1952. Libris 391078
- Fosterbarn. Stockholm: Bonnier. 1954. Libris 1261772
  - Till Fosterbarn skapades även en cirkelkurs av Sven-Arne Stahre som gavs ut på Brevskolan 1962. LIBRIS-ID:629942
- Långt bort härifrån : roman. Stockholm: Tiden. 1956. Libris 1546553
- I främmande land. Stockholm: Tiden. 1957. Libris 1259270
- Dörrar som öppnas. Stockholm: Tiden. 1958. Libris 657744
- Besynnerliga värld. Stockholm: Tiden. 1960. Libris 1546119
- Inte riktig kärlek. Stockholm: Tiden. 1963. Libris 824918
- Sommar och vinter. Stockholm: Tiden. 1964. Libris 8081167
- -när du kommer ut i livet. Stockholm: Tiden. 1966. Libris 8076937

### Självbiografiskt
- En bit på väg. Stockholm: Tiden. 1968. Libris 8077878
- Vid sidan om. Stockholm: Tiden. 1969. Libris 8198445
- I fångenskap. Stockholm: Tiden. 1971. Libris 8197970
- Brevet till Leonard. Stockholm: Tiden. 1972. Libris 7420124. ISBN 9155015662
- Sömngångare. Stockholm: Tiden. 1974. Libris 8358705. ISBN 9155017886
- Förvandlingar. Stockholm: Tiden. 1976. Libris 8358728. ISBN 9155020577
- Vägvisare. Stockholm: Tiden. 1977. Libris 8358732. ISBN 9155021352
- Kamrater. Stockholm: Tiden. 1978. Libris 7420656. ISBN 9155022456
- Nya vägar. Stockholm: Tiden. 1979. Libris 7420767. ISBN 9155023584
- Återseende. Stockholm: Tiden. 1980. Libris 7420857. ISBN 9155024912

### Övrigt
- Vargar och får. Stockholm: Tiden. 1961. Libris 1431835
- Tuppen och solfågeln : fabler  : sagor  : minnesbilder. Stockholm: Tiden. 1965. Libris 8081168
- Tora Dahl : 9/6 1966. Stockholm: Tiden. 1966. Libris 938566
- När jag var sjuk. Göteborg: Författarförl. 1973. Libris 8369685. ISBN 9170540950
- Om växande och om förtryck : uppsatser 1940-1970. Stockholm: Författarförl. 1975. Libris 7595988. ISBN 9170541604
- Skriv en rad. Stockholm: Bromberg. 1987. Libris 7652464. ISBN 9176083756

### Medverkan i antologier
- 30-tal : en prosaantologi, sammanställd och försedd med inledning av Artur Lundkvist, Rabén & Sjögren 1969, LIBRIS-ID:1293567
- Barn i böcker : en antologi, urval: Harriet Alfons och Qui Nyström ; pedagogisk uppläggning: Susanna Ekström, Natur och kultur 1977, ISBN 91-27-24977-8
- Röster i Sörmland : en antologi, Håkan Boström (redaktör), En bok för alla 1996, ISBN 99-0130108-4

Flertalet av Tora Dahls böcker har kommit i nyutgåvor och getts ut som talböcker.

## Priser och utmärkelser
- 1948 – Tidningen Vi:s litteraturpris
- 1950 – Boklotteriets stipendiat
- 1957 – Boklotteriets stipendiat
- 1964 – Boklotteriets stipendiat
- 1965 – Litteraturfrämjandets stora pris
- 1966 – Signe Ekblad-Eldhs pris
- 1975 – Doblougska priset
- 1978 – Aniarapriset
- 1979 – Magnoliapriset